# Val de Chaise
Val de Chaise è un comune francese situato nel dipartimento dell'Alta Savoia della regione Alvernia-Rodano-Alpi.
Si tratta di un comune di recente costituzione: dal 1º gennaio 2016 è stato creato dalla fusione dei comuni di Cons-Sainte-Colombe e di Marlens, che ne sono divenuti comuni delegati.
Il territorio comunale è bagnato dalle acque del fiume Chaise.